# گمالده‌گالری
گِمالدِه‌گالری (به آلمانی: Gemäldegalerie) یک موزه مهم هنری در شهر برلین، آلمان است. این موزه دارای یکی از جامع‌ترین و مهم‌ترین گنجینه‌های هنر اروپایی سده‌های ۱۳ تا ۱۸ میلادی است.
از جمله آثار مهم موزه، می‌توان به کارهای شاخصی از آلبرشت دورر، لوکاس کراناخ پدر، هانس هلباین پسر، روخیر فان در ویدن، یان وان آیک، رافائل، ساندرو بوتیچلی، تیسین، کاراواجو، جیووانی پیتونی، پیتر پل روبنس، رامبرانت، یوهانس فرمیر و آنتونیو ویویانی اشاره کرد.

## نگارخانه

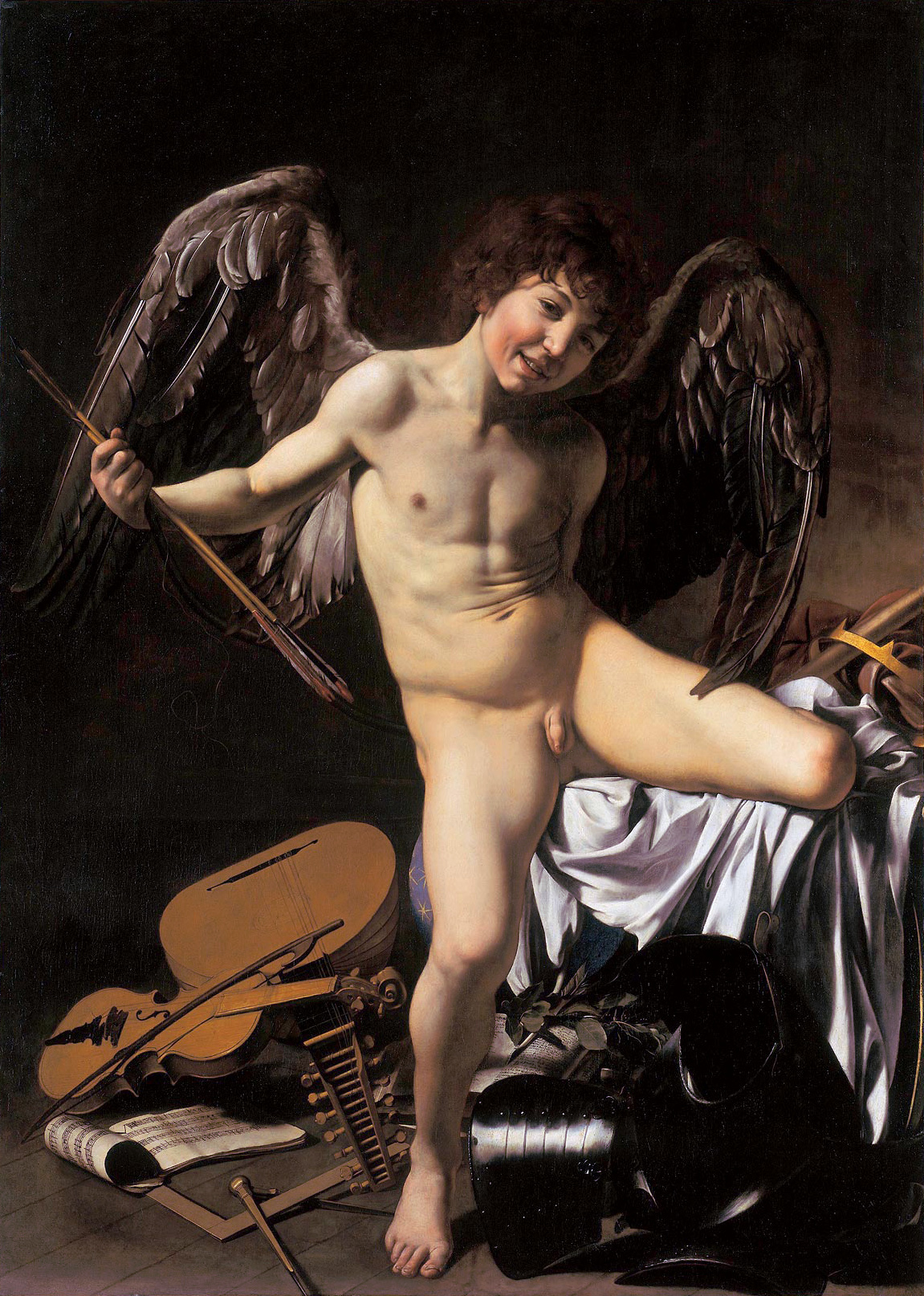
عشق همه چیز را فتح می‌کند حوالی ۱۶۰۱ تا ۱۶۰۲ م. اثر کاراواجو
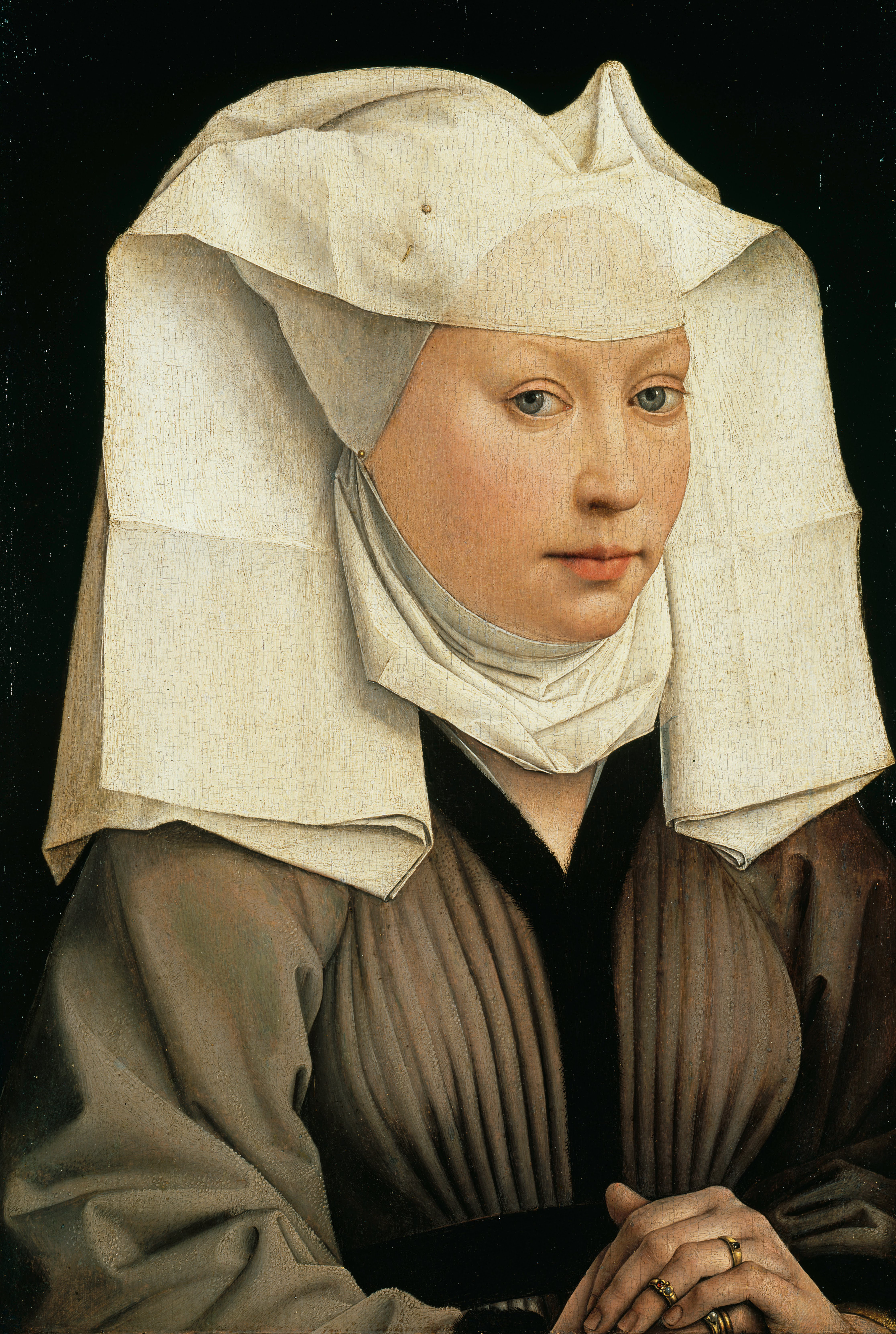
پُرترهٔ بانویی با روسری توری حوالی ۱۴۴۰ م. اثر روخیر فان در ویدن
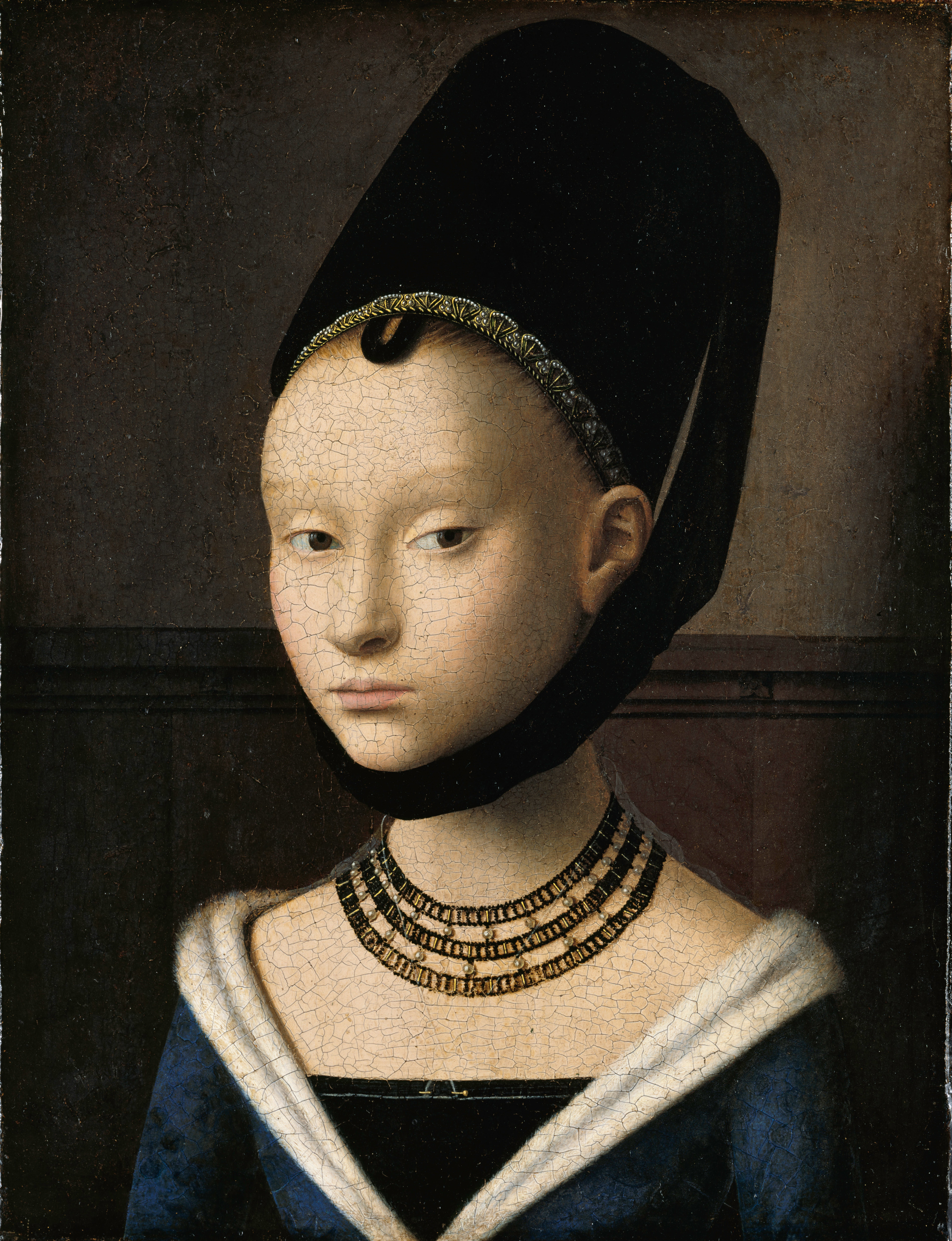
پُرترهٔ بانوی جوان حوالی ۱۴۷۰ م. اثر پتروس کریستوس
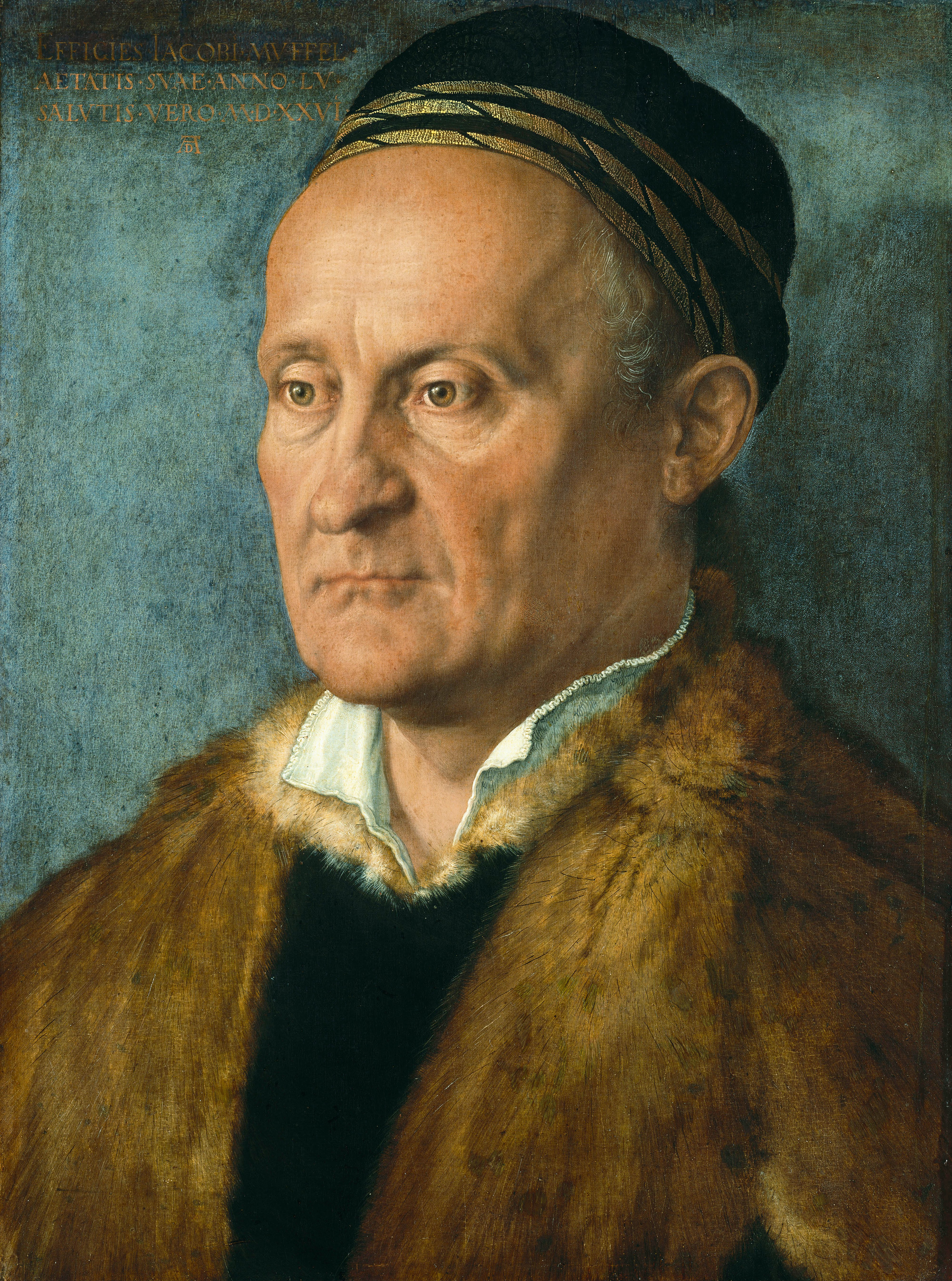
پُرترهٔ یعقوب مافِل ۱۵۲۶ م. اثر آلبرشت دورر
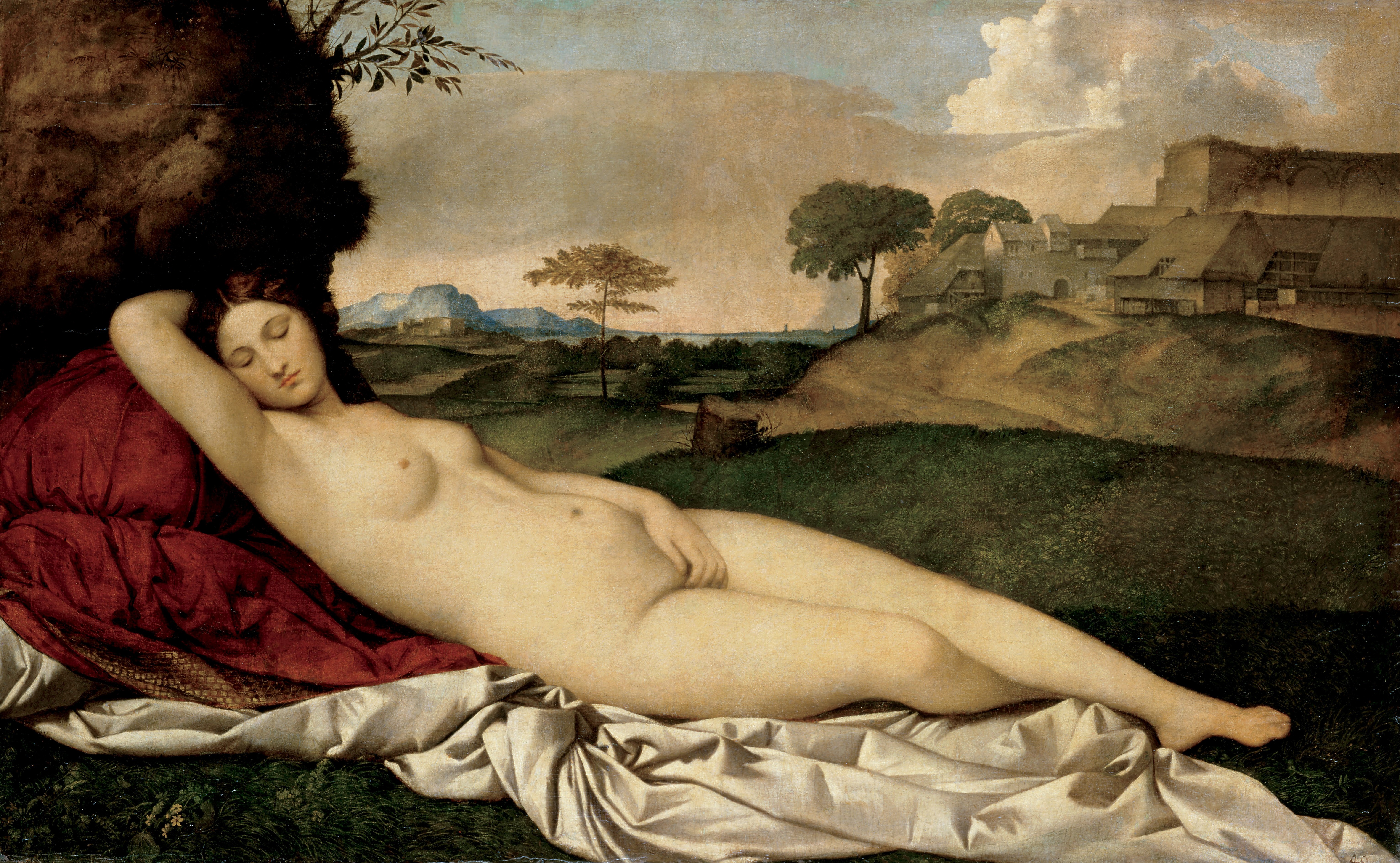
ونوس خفته ۱۵۰۸ م. اثر جورجونه
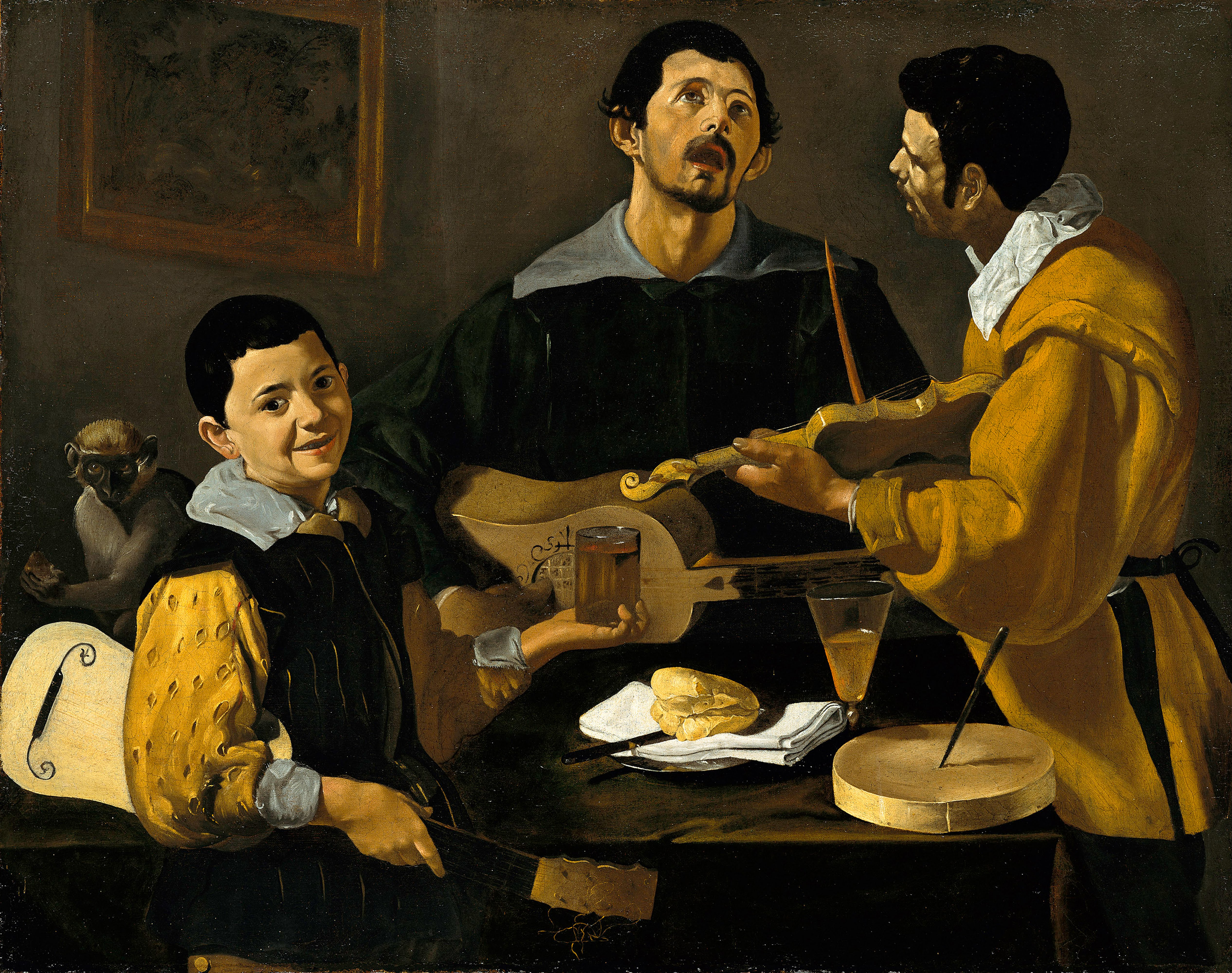
سه نوازنده حوالی ۱۶۱۸ م. اثر دیه‌گو ولاسکس
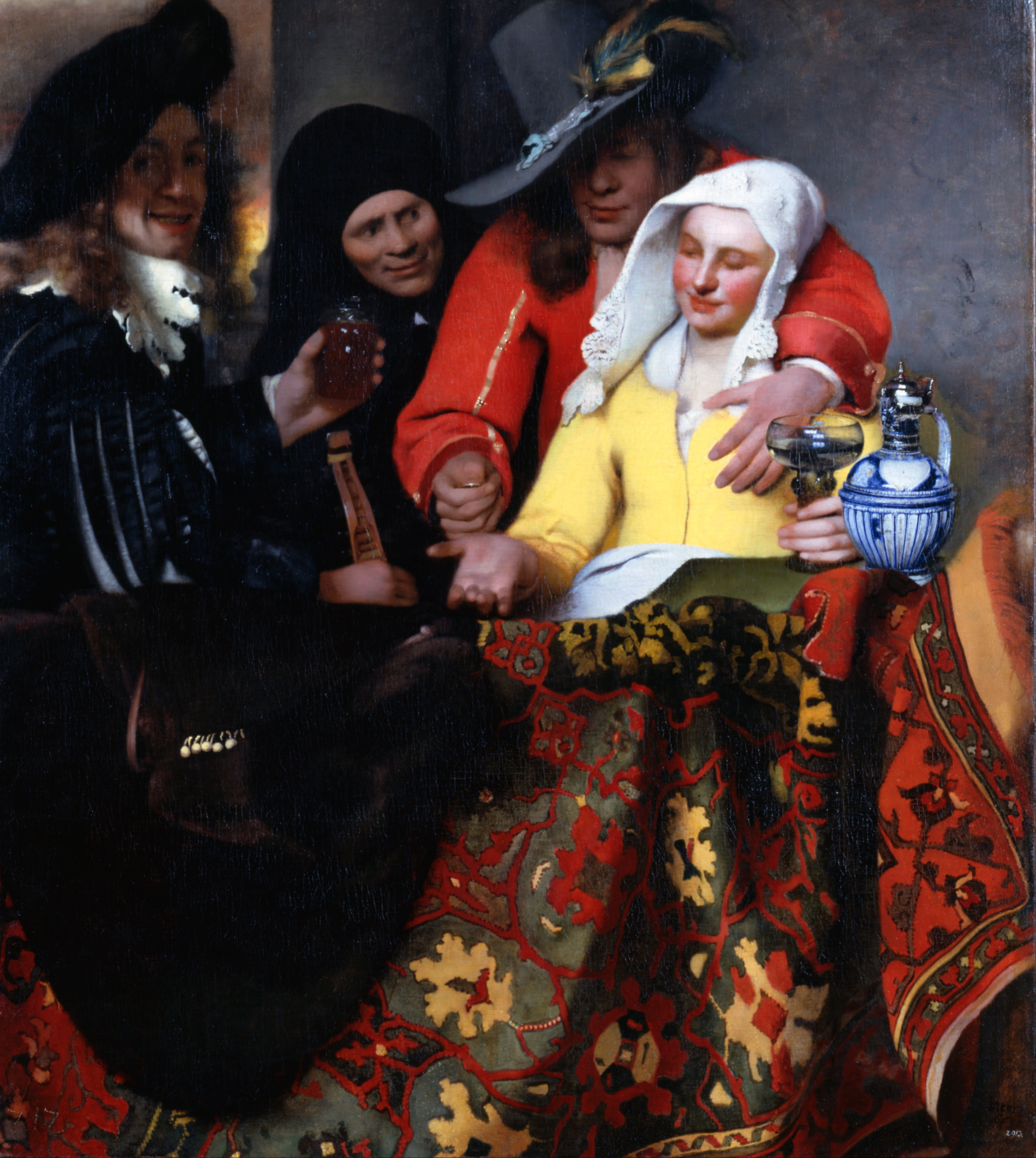
قواد ۱۶۵۶ م. اثر یوهانس فرمیر
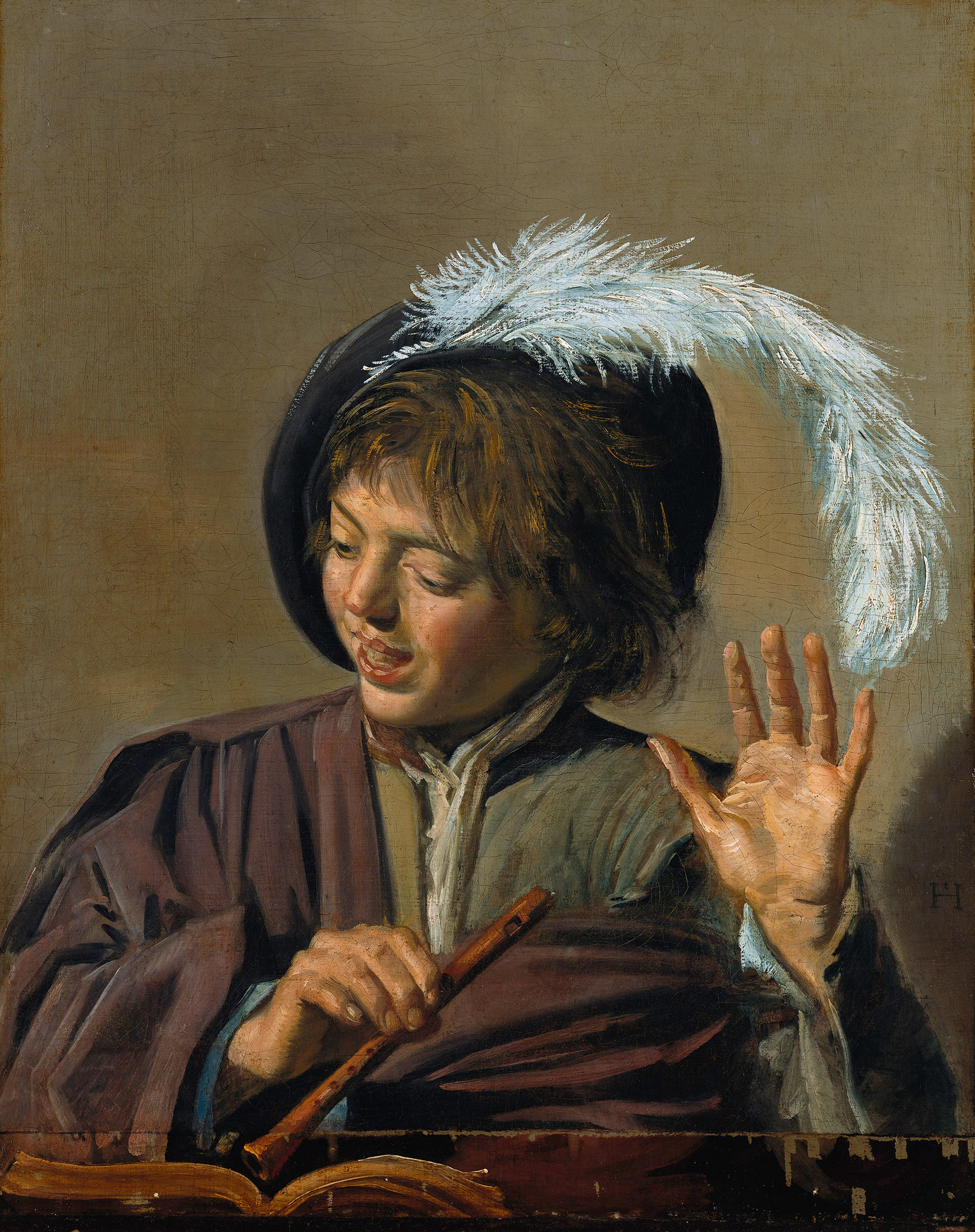
پسرک فلوت به‌دست حین آوازخواندن حوالی ۱۶۲۳ م. اثر فرانس هالس
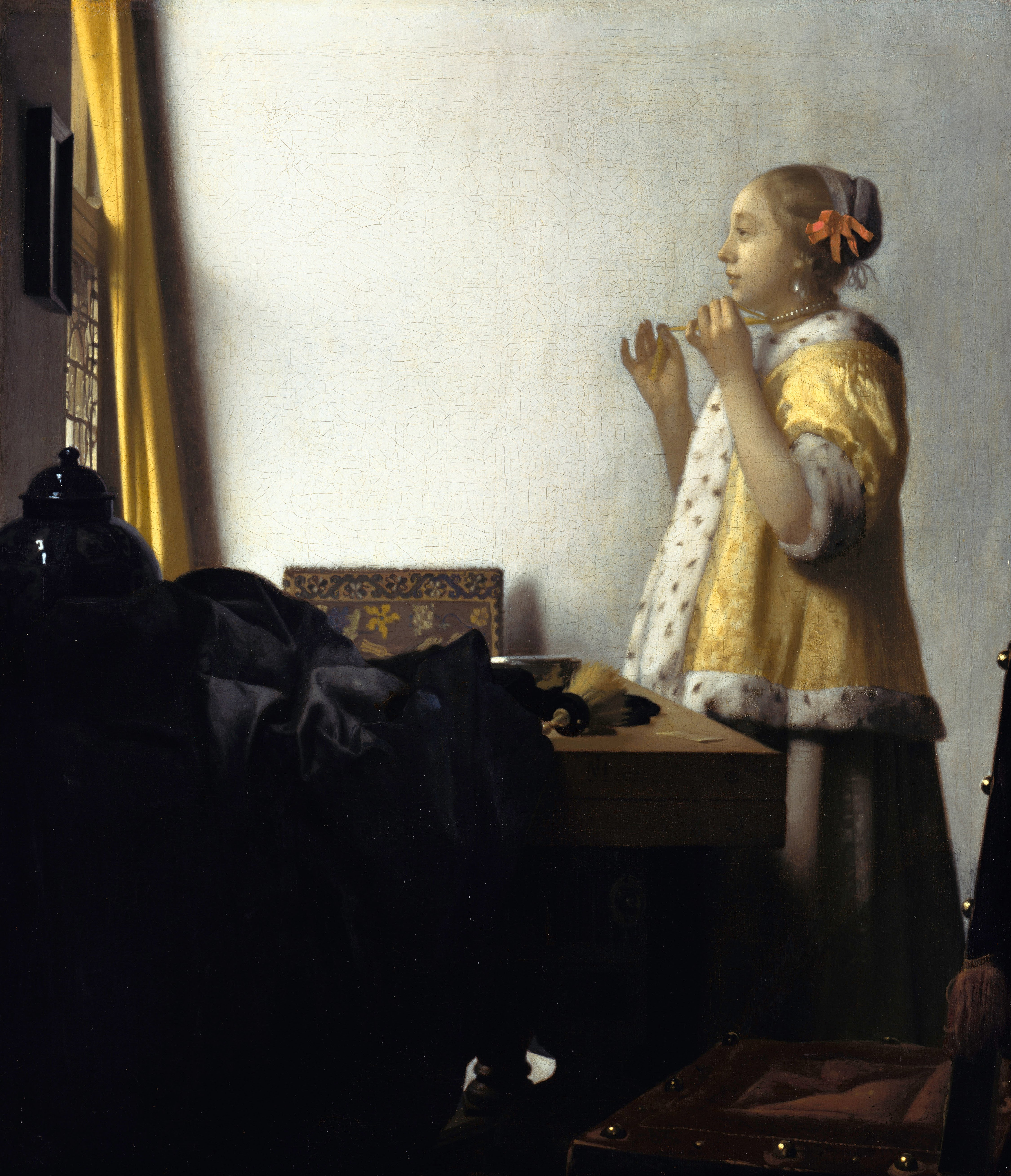
زن جوان با گردنبند مروارید از ۱۶۶۳ تا ۱۶۶۵ م. اثر یوهانس فرمیر
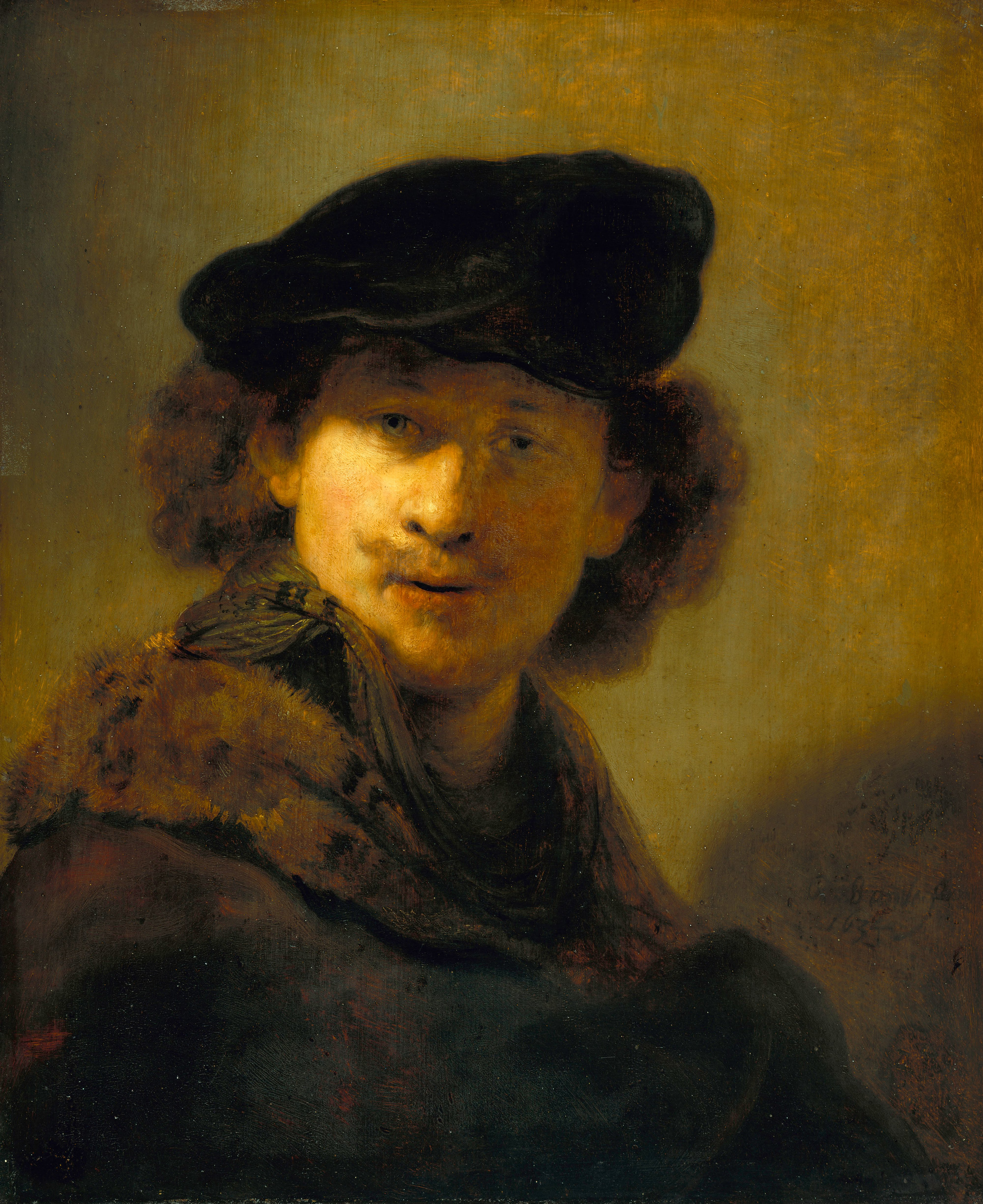
خودنگاره
۱۶۳۴ م.
اثر رامبرانت